# Deutsche Gesellschaft für Fremdsprachenforschung
Die Deutsche Gesellschaft für Fremdsprachenforschung (DGFF) ist ein eingetragener Verein mit Sitz in Düsseldorf, dessen Ziel die Förderung fremdsprachenbezogener Forschungsaktivitäten (Fremdsprachenforschung) ist. Unter psycholinguistischer Perspektive geht es dabei um die Erforschung des Erwerbs und des Gebrauchs von Zweitsprachen sowie des Phänomens der Mehrsprachigkeit, unter speziell fremdsprachendidaktischer Perspektive, um die Erforschung des schulischen Lehrens und Lernens von Fremdsprachen, insbesondere auch im interkulturellen Kontext.

## Ziele
Um die wissenschaftlich begründete Fortentwicklung des Lehrens und Lernens von Fremd- und Zweitsprachen in Hochschulen, Schulen und anderen Bildungseinrichtungen zu fördern, unterstützt die DGFF deutsche und internationale Forschungsaktivitäten in den oben genannten fremdsprachenbezogenen Bereichen. Hierzu setzt sie sich für die Förderung des wissenschaftlichen Nachwuchses sowie die Sicherung der entsprechenden institutionellen Bedingungen in den wissenschaftlichen Hochschulen ein.
In Verfolgung dieser Ziele unterstützt die DGFF finanziell regionale Forschungssymposien und daraus resultierende Veröffentlichungen und organisiert selbst jährlich stattfindende Nachwuchstagungen sowie (seit 1990) die im zweijährlichen Turnus jeweils an einem anderen Hochschulort stattfindenden „Kongresse für Fremdsprachendidaktik“. Darüber hinaus gibt sie als wissenschaftliches Publikationsorgan der DGFF die Zeitschrift für Fremdsprachenforschung (zwei Hefte jährlich) sowie die Buchreihe Beiträge zur Fremdsprachenforschung heraus.

## Geschichte
Die Initiative zur Gründung des Vereins ging 1988 aus der jährlich auf Schloss Rauischholzhausen stattfindenden Frühjahrskonferenz zur Erforschung des Fremdsprachenunterrichts hervor. Sie wurde am 18. Februar 1989 in der Universität Essen von Werner Hüllen, Gerda Lauerbach, Dorothea Möhle, Helmut Sauer, Johannes-Peter Timm, Helmut Johannes Vollmer und Günther Zimmermann gegründet. 1. Vorsitzender wurde Werner Hüllen, 2. Vorsitzende Dorothea Möhle und Schatzmeister Helmut Sauer.
„Durch das Zusammenwirken von Fremdsprachendidaktik und Sprachlehrforschung sollten deren Gewichte im Kontext der forschungsbetonten Wissenschaftsorganisationen und der Lehrerbildung gestärkt werden und die ohne eine Organisation durchgeführten Arbeitstagungen der Fremdsprachendidaktiker, die sich zu beachtlichen Kongressen entwickelt hatten, auf eine organisatorische Basis gestellt werden. Dies sollte unbedingt in guter Nachbarschaft mit dem FMF (= Fachverband Moderne Fremdsprachen) und anderen Organisationen geschehen und den Einsatz des FMF auf der Ebene der Schulen durch den der DGFF auf der Ebene der Hochschulen und Universitäten ergänzend verstärken.“
Der derzeitige (Stand: 2022) Vorstand wird gebildet von Petra Kirchhoff, Universität Erfurt (1. Vorsitzende), Britta Viebrock, Goethe-Universität Frankfurt am Main (2. Vorsitzende) und Dominik Rumlich, Universität Paderborn (Schatzmeister). Als Ansprechpartnerin der ZFF fungiert Grit Mehlhorn, als Vertreter des nächsten DGFF Kongresses Olivier Mentz.